# Ankylosaurier
Ankylosaurier eller pansardinosaurier (Ankylosauria) är en grupp av fågelhöftade dinosaurier (Ornithischia) som levde under perioderna jura och krita. Ankylosaurier har hittats på alla kontinenter med undantag för Afrika. Den första dinosaurien som någonsin hittats i Antarktis var en nodosaurid. Den hittades på Ross Island år 1986. De kännetecknas av beniga plattor som skyddade dem mot predatorer.
Ankylosaurierna var växtätare och hade en tandlös näbb i främre delen av munnen och små, bladformade tänder.
Ankylosauria beskrevs först av Henry Fairfield Osborn år 1923. Gruppen bestäms vanligtvis vara en över- eller underordning i det Linnaeanska klassifikationssystemet. Ankylosaurie upptas av underordningen Thyreophora, vilken även inkluderar Stegosauria. 
Den mest kända ankylosaurien var Ankylosaurus, som var 10 meter lång och 3 meter hög.

## Klassificering
Ankylosauria delas in i två familjer, Nodosauridae (nodosauriderna) och Ankylosauridae(ankylosauriderna). Den stora skillnaden mellan de båda är att de flesta ankylosauriderna (med undantag för "polacanthiderna") hade en benig klubba i änden av svansen, vilket nodosauriderna saknade.
Nodosauriderna utvecklades tidigare och var mer primitivt byggda än ankylosaurierna. De hade avsmalnande huvuden, och hade vassa taggar på kroppar, oftast på ryggen. Denna grupp innehåller traditionellt släkten som Nodosaurus, Edmontonia och Sauropelta.
Polacanthinerna, en mellanliggande grupp som ibland sätts i en alldeles egen familj, placerades en gång i tiden inom Nodosauridae på grund av sin avsaknad av svansklubban. Men alldeles nyligen har man kommit underfund med att de var närmare släktingar till ankylosauriderna än till nodosauriderna, och genom kladistiska definitioner, är medlemmar i denna familj. Polacanthinerna består av släkten som till exempel Hylaeosaurus, Polacanthus och Mymoorapelta. Utlåtanden klassificerar dem i en egen familj, Polocanthidae, skild från de andra två familjerna eller som underfamilj till ankylosaurierna. Det senare enligt en del forskare som ifrågasätter deras status som en avskild grupp.
De traditionella ankylosauriderna levde under yngre krita. De hade mycket bredare kroppshyddor och mycket tjockare pansar än nodosauriderna. De har till och med hittats med bepansrade ögonlock. Den stora svansklubban användes troligen i självförsvar, och antagligen svängdes den med stor kraft mot annalkande rovdjur. Denna familj består av släkten som Ankylosaurus, Euoplocephalus och Pinacosaurus
År 1997 definierade Carpenter kladen Ankylosauria som alla thyreophorer som var närmare besläktade med Ankylosaurus än med Stegosaurus (en definition som följs av de allra flesta paleontologer idag, bland dem Sereno, 2005). Denna "stam-baserade" definition betyder att de mer primitiva bepansrade dinosaurierna Scelidosaurus, som är en aning mer närbesläktade med ankylosaurider än med stegosaurier, tekniskt sett är medlemmar av Ankylosauria. Efter upptäckten av Bienosaurus inrättade beskrivaren av släktet, Dong Zhiming (2001), familjen Scelidosauridae för båda dessa primitiva ankylosaurier. Carpenters namn för Ankylosauria och Scelidosaurus tillsammans var Ankylosauromorpha.

### Taxonomi
En förenklad version av ett möjligt evolutionärt träd (kladogram) ser ut som följande:
- Ordning Ornithischia (fågelhöftade dinosaurier)
  - Underordning Thyreophora (armerade växtätare)
    - Infraordning Stegosauria (taggar eller plattor längs med ryggraden)
    - Infraordning Ankylosauria (stridsvagnarna)
      - Familj Scelidosauridae
        - Scelidosaurus
        - Bienosaurus

      - Minmi
      - Antarctopelta
      - Familj Nodosauridae
      - Familj Ankylosauridae
        - Underfamilj Polacanthinae
        - Underfamilj Ankylosaurinae (svansklubbor)

## Släkten
Scelidosauridae
- Bienosaurus
- Emusaurus
- Lusitanosaurus
- Scelidosaurus
- Scutellosaurus?
- Tatisaurus?

Nodosauridae
- Acanthopholis
- Animantarx
- Anoplosaurus
- Antarctopelta
- Brachypodosaurus
- Cryptodraco
- Danubiosaurus
- Dracopelta
- Edmontonia/Denversaurus
- Glypodontopelta
- Hungarosaurus
- Hylaeosaurus
- Liaoningosaurus
- Minmi
- Niobrasaurus
- Nodosaurus
- Palaeoscincus
- Panoplosaurus
- Pawpawsaurus
- Priconodon
- Priodontognathus
- Sarcolestes
- Sauropelta
- Silviasaurus
- Stegopelta
- Struthiosaurus
- Texasetes
- Tianchisaurus
- Zhejiangosaurus
- Zhongyuansaurus

Polacantinae
- Aletopelta
- Cedarpelta
- Gargoyleosaurus
- Gastonia
- Gobisaurus
- Hoplitosaurus
- Mymoorapelta
- Polacanthus
- Shamosaurus

Ankylosauridae
- Amtosaurus
- Ankylosaurus
- Bissektipelta
- Dyoplosaurus
- Euplocephalus
- Hanwulosaurus
- Lametasaurus
- Maleevus
- Nodocephalosaurus
- Peishanosaurus
- Pinacosaurus
- Rhadinosaurus
- Saichania
- Sauroplites
- Shanxia
- Stegosaurides
- Talarurus
- Tarchia
- Tianzhenosaurus
- Tsagantegia
- Tyreophorus

## Pansar
I november 2004 studerade von Torsten Scheyer, doktorerande paleontolog vid Rheinische Friedrich-Wilhelms-Universität i Bonn, ankylosauriernas pansarplattor. Han fastställde vid en mikroskopisk undersökning av plattorna att det fanns kollagenfibrer inbäddade i kalken i skelettet. Fibrerna bildade tredimensionella mattor som nådde en enorm stabilitet liknande dagens kompositer. Med detta som grund omtalade en tidningsartikel ankylosaurierna som "Dinosaurier med skottsäkra västar".

### Fotnoter
1. ↑  Osborn 1923
2. ↑  Carpenter K (2001). "Phylogenetic analysis of the Ankylosauria", in Carpenter, Kenneth(ed): The Armored Dinosaurs. Indiana University Press, 455–484. ISBN 0-253-33964-2.